# Washington Spirit
O Washington Spirit é um clube de futebol feminino profissional com sede em Germantown, Maryland. A equipe compete na National Women's Soccer League (NWSL). O clube é uma continuação do D.C. United Women e continua a ter tanto um time amador na WPSL quanto um time de base, ambos usando o nome "Washington Spirit"

## História

### Fundação
A fundação da National Women's Soccer League foi anunciada em 21 de novembro de 2012 com Washington sendo escolhida como uma das sedes dos oito times que disputariam a primeira temporada da competição. Em dezembro de 2012, o nome do time foi anunciado como sendo "Washington Spirit". O treinador do D.C. United Women, Mike Jorden e seu assistente Cindi Harkes, foram mantidos como treinadores da nova equipe. Harkes é esposa do ex-jogador do D.C. United e da seleção americana de futebol, John Harkes.

### Temporada inaugural
Em 11 de janeiro de 2013, como parte do processo de alocação de jogadoras internacionais dentro da NWSL, as jogadoras da Seleção Americana Ashlyn Harris, Ali Krieger e Lori Lindsey foram cedidas ao time. Além disso, as jogadoras da Seleção Canadense Robyn Gayle e Diana Matheson e as jogadoras da Seleção Mexicana Alina Garciamendez e Teresa Worbis também foram cedidas ao time. Em 7 de fevereiro de 2013, durante o Draft Suplementar da NWSL, o time escolheu as jogadoras: Stephanie Ochs, Tori Huster, Jordan Angeli, Natasha Kai, Megan Mischler e Heather Cooke.
O time jogou sua primeira partida competitiva em 14 de abril de 2013, empatando em 1-1 com o Boston Breakers. Tiffany McCarty marcou o primeiro gol do time, com assistência de Stephanie Ochs. Essa temporada inaugural foi péssima para o time, que teve um desempenho ruim durante todo o ano. Ainda na décima primeira rodada o técnico Mike Jorden foi demitido após ganhar apenas uma partida, perder sete e empatar outros três jogos. Mark Parsons foi contratado para substituí-lo, mas mesmo assim o desempenho do time não melhorou muito. O Spirit terminou a temporada regular em último lugar, com apenas 14 pontos. O time conseguiu apenas 3 vitórias em toda temporada, perdendo 14 jogos e empatando outros cinco.

### Aos vitoriosos (2014-2016)
Depois de uma temporada inaugural muito ruim, o time melhorou bastante em 2014, depois de adquirir algumas jogadoras importantes, incluindo Jodie Taylor e Christine Nairn, que terminaram a temporada de 2014 como artilheiras do time com 11 e 8 gols, respectivamente. A equipe terminou a temporada regular em quarto lugar e se classificou para os play-offs da liga, sendo eliminado pelo Seattle Reign FC na semi-final.
O Spirit terminou a temporada de 2015 novamente em quarto lugar, com 8 vitórias, 6 empates e 6 derrotas. Na semifinal, a equipe foi novamente eliminada pelo Seattle Reign. Essa foi a temporada de Crystal Dunn que terminou o ano como artilheira da liga com 15 gols, levando para a casa a "Chuteira de Ouro". No final do ano, Mark Parsons pediu demissão dos cargos de Treinador e Diretor Geral do time, para assumir as mesmas posições no Portland Thorns FC.
Ainda na pré-temporada de 2016, o Spirit contratou Jim Gabarra para ser treinador da equipe. A temporada de 2016, seria a mais vitoriosa da história da jovem equipe. O time foi líder da liga durante quase todo ano, perdendo o posto apenas na última rodada para o Portland Thorns FC. Mesmo assim, o Spirit terminou em segundo lugar, com 39 pontos, 12 vitórias, 3 empates e 5 derrotas, seu melhor desempenho até os dias de hoje. Nos play-offs da liga, o Spirit conseguiu derrotar o Chicago Red Stars em casa por 2-1, chegando pela primeira vez a grande final da NWSL. No dia 9 de outubro de 2016, o time enfrentou o Western New York Flash em Houston, Texas em jogo que valia o título da NWSL. Ao final da prorrogação, a partida terminou empatada por 2-2 e acabou indo para os pênaltis. Nas penalidades máximas, o Western New York Flash derroutou o Spirit por 3-2.

### 2017-presente
Logo após o fim da temporada de 2016, o Spirit perdeu várias de suas jogadoras chave, incluindo Ali Krieger (trocada com o Orlando Pride), Christine Nairn e Diana Matheson (ambas trocadas com o Seattle Reign FC) e Crystal Dunn (que foi jogar no Chelsea da Inglaterra). Incapaz de substituir essas jogadoras de forma adequada o time jogou mal durante todo o ano, terminando a temporada regular em último lugar pela primeira vez desde sua estreia na liga em 2013. Contudo, no meio da temporada o treinador Jim Gabarra conseguiu recrutar a revelação da Seleção Americana, Mallory Pugh, para seu time. Pugh terminaria o ano como artilheira do time, marcando 6 gols em 16 jogos.

## Escudo e cores
Em janeiro de 2013, o time revelou suas cores e seu escudo. O escudo foi desenhado para lembrar uma tocha refletindo a noção de "Queimando com Espirito". O escudo também contêm uma coroa com 11 estrelas que representam as 11 jogadoras no campo, com uma estrela solitária representando o "12° jogador" (os torcedores) localizada aonde o combustível da tocha deveria estar, representando assim que os torcedores são o "Combustível do Espírito". Todos os componentes do escudo do time estão embrulhados na "Bandeira do Espírito", com um tema patriotico em homenagem a bandeira dos Estados Unidos e a todos aqueles "que deram suas vidas e sacrificaram tanto para que nós pudessemos desfrutar da liberdade que temos".
A logo do time foi concebida pelo designer Pete Schwadel e incorpora as cores do time. Além disso, a logo contém os nomes "Washington" e "DC" representando a conexão do time com o Distrito de Columbia e com a área metropolitana de Washington.

## Estádio

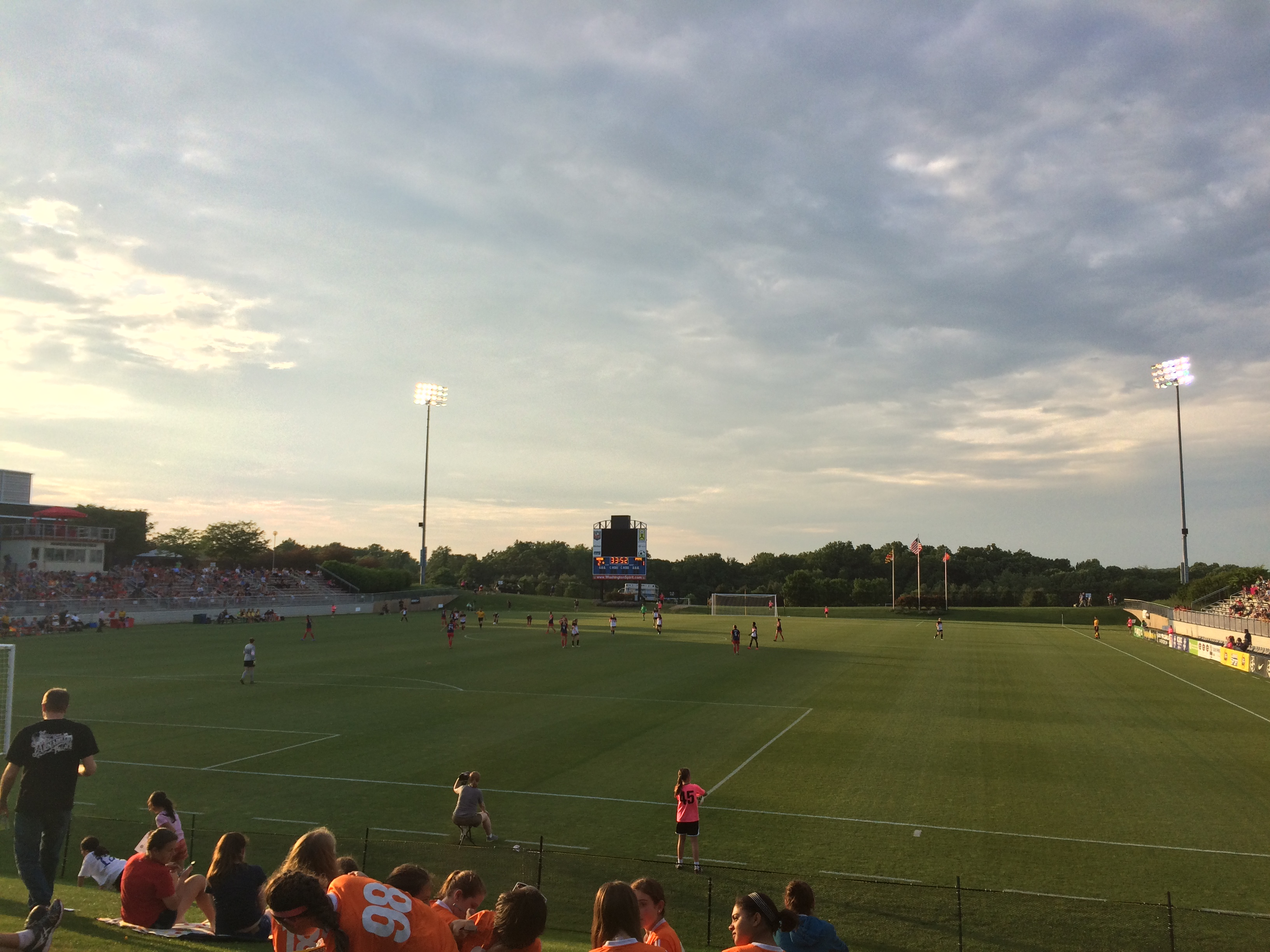
Maureen Hendricks Field no Maryland Soccerplex

O Maryland SoccerPlex em Germantown, Maryland tem sido a casa do Washington Spirit desde a temporada inaugural do time em 2013. O Spirit manda seus jogos no "Maureen Hendricks Field" o estádio principal do complexo. O Washington Spirit Reserves também manda seus jogos no local. O estádio tem lugar para 4,000 espectadores e toda a infra-estrutura para receber jogos e a imprensa. O campo de jogo mede 115 x 75 jardas. O estádio já sediou jogos das Classificatórias para os Jogos Olímpicos, além de partidas da Lamar Hunt U.S. Open Cup e da Liga dos Campeões da CONCACAF.

## Torcida
O "Spirit Squadron" é a torcida organizada do Washington Spirit. O grupo foi fundado por três amigos, Ashley Nichols, Megan Wesson e Tory Johnson. Sobre a fundação do grupo, Nichols disse: "...com a nova liga nós precisavamos mostrar que o time tinha o máximo de apoio possível, porque nós realmente queremos um liga profissional de futebol feminino nos Estados Unidos."

## Transmissão dos jogos
A partir de abril de 2017, todos os jogos do Spirit são transmitidos com exclusividade para o público americano via streaming pelo Go90 e para o público internacional através do site da NWSL. Como parte do acordo de três anos entre a NWSL e a A&E Networks, o canal Lifetime transmite um jogo da liga por semana aos sábados à tarde, em um programa chamado "Jogo da Semana da NWSL". Na temporada de 2017, três partidas do Spirit foram transmitidas nacionalmente no "Jogo da Semana" em 22 de abril, 17 de junho e 19 de agosto de 2017.
Em 2016, a partida do Spirit contra o Chicago Red Stars pelas semi-finais da liga foi transmitida pelo Fox Sports 1 e foi transmitida também ao vivo via streaming pela plataforma de streaming, Fox Sports Go.

## Jogadoras e Staff

### Elenco atual
- Atualizado em 14 de maio de 2024. Fonte:[34]

### Comissão técnica
Adrián González é treinador interino da equipe desde 23 de Janeiro de 2024.

#### Treinadores
- Atualizado até 15 de Maio de 2024

| Nome             | Nac.           | Período                                      | J  | V  | E  | D  | % de vitórias | Notas                                                                    |
| ---------------- | -------------- | -------------------------------------------- | -- | -- | -- | -- | ------------- | ------------------------------------------------------------------------ |
| Mike Jorden      | Estados Unidos | 6 de Abril de 2012–1 de Julho de 2013        | 11 | 1  | 3  | 7  | 9.1%          | Primeiro treinador do time                                               |
| Mark Parsons     | Inglaterra     | 1 de Julho de 2013–30 de Setembro de 2015    | 57 | 20 | 13 | 24 | 35.1%         | [ 37 ] [ 38 ]                                                            |
| Jim Gabarra      | Estados Unidos | 14 de Outubro de 2015–21 de Agosto de 2018   | 65 | 19 | 11 | 31 | 29.2%         | [ 17 ] [ 39 ]                                                            |
| Tom Torres       | Estados Unidos | 21 de Agosto–27 de Dezembro de 2018          | 3  | 0  | 1  | 2  | 0.0%          | Treinador interino do time[carece de fontes?]                            |
| Richie Burke     | Inglaterra     | 27 de Dezembro de 2018–10 de Agosto de 2021  | 50 | 19 | 14 | 17 | 38.0%         | [carece de fontes?]                                                      |
| Kris Ward        | Estados Unidos | 10 de Agosto de 2021–22 de Agosto de 2022    | 36 | 12 | 17 | 7  | 33.3%         | Treinador interino do time até 21 de Dezembro de 2021[carece de fontes?] |
| Angela Salem     | Estados Unidos | 27 de Agosto de 2022                         | 1  | 0  | 1  | 0  | 0.0%          | Treinador interino por um jogo[carece de fontes?]                        |
| Albertin Montoya | Estados Unidos | 2 de Setembro–21 de Novembro de 2022         | 5  | 2  | 0  | 3  | 40.0%         | Treinador interino[carece de fontes?]                                    |
| Mark Parsons (2) | Inglaterra     | 21 de Novembro de 2022–17 de Outubro de 2023 | 28 | 10 | 9  | 9  | 35.71%        | [carece de fontes?]                                                      |
| Adrián Gonzáles  | Espanha        | 23 de Janeiro de 2024–atual                  | 4  | 3  | 0  | 1  | 75.0%         | Treinador interino[carece de fontes?]                                    |

### Diretoria
Em maio de 2024.

## Ano-a-ano
| Ano  | Liga | Temporada Regular | J  | V  | E  | D  | Pts | Playoffs           | Challenge Cup          | Artilheira           | Média de Público |
| ---- | ---- | ----------------- | -- | -- | -- | -- | --- | ------------------ | ---------------------- | -------------------- | ---------------- |
| 2013 | NWSL | 8° Lugar          | 22 | 3  | 5  | 14 | 14  | Não se Classificou | —                      | Diana Matheson (8)   | 3,620            |
| 2014 | NWSL | 4° Lugar          | 24 | 10 | 5  | 9  | 35  | Semi-Finais        | —                      | Jodie Taylor (11)    | 3,335            |
| 2015 | NWSL | 4° Lugar          | 20 | 8  | 6  | 6  | 30  | Semi-Finais        | —                      | Crystal Dunn (15)    | 4,087            |
| 2016 | NWSL | 2° Lugar          | 20 | 12 | 3  | 5  | 39  | Final              | —                      | Estefanía Banini (5) | 3,782            |
| 2017 | NWSL | 10° Lugar         | 24 | 5  | 4  | 15 | 19  | Não se Classificou | —                      | Mallory Pugh (6)     | 3,491            |
| 2018 | NWSL | 8° Lugar          | 24 | 5  | 4  | 15 | 19  | Não se Classificou | —                      | Ashley Hatch (4)     | 3,892            |
| 2019 | NWSL | 5° Lugar          | 24 | 9  | 7  | 8  | 34  | Não se Classificou | —                      | Ashley Hatch (7)     | 6,138            |
| 2020 | NWSL | 3° Lugar          | 4  | 2  | 2  | 0  | 7   | N/A                | Quartas de final       | Bailey Feist (1)     | N/A              |
| 2021 | NWSL | 3° Lugar          | 24 | 11 | 7  | 6  | 39  | Campeões           | 4° Lugar Divisão Leste | Ashley Hatch (10)    | 4,096            |
| 2022 | NWSL | 11° Lugar         | 22 | 3  | 10 | 9  | 19  | Não se Classificou | Vice-campeão           | Ashley Hatch (9)     | 6,222            |
| 2023 | NWSL | 8° Lugar          | 22 | 7  | 9  | 6  | 30  | Não se Classificou | 3° Lugar Divisão Leste | Ashley Hatch (9)     | 10,886           |

1. ↑  A temporada foi disputada a portas fechadas por causa da pandemia de COVID-19.

## Títulos
| NACIONAIS      | NACIONAIS       | NACIONAIS | NACIONAIS  |
| Troféus        | Competição      | Títulos   | Temporadas |
| -------------- | --------------- | --------- | ---------- |
| Estados Unidos | Campeonato NWSL | 1         | 2021       |